# Яровий провулок (Київ)
Яровий прову́лок — провулок у Солом'янському районі міста Києва, місцевість Батиєва гора. Пролягає від Дружньої вулиці до кінця забудови.

## Історія
Виник близько 1910 року під такою ж назвою (за географічною ознакою). В україномовних джерелах до 2018 року провулок часто фігурував як Овражний провулок (калька з російськомовного відповідника). 22 лютого 2018 року на пленарному засіданні депутатами Київради було ухвалено рішення про уточнення назви провулку на Яровий, у відповідності з чинним українським правописом.